# سفارة باكستان في أذربيجان
سفارة باكستان في أذربيجان هي أرفع تمثيل دبلوماسي لدولة باكستان لدى أذربيجان. تقع السفارة في باكو وهي تهدف لتعزيز المصالح الباكستانية في أذربيجان.

## وصلات خارجية
- قائمة سفارات باكستان
- قائمة السفارات في أذربيجان